# Corumbaíba
Corumbaíba là một đô thị thuộc bang Goiás, Brasil. Đô thị này có diện tích 1881,71 km², dân số năm 2007 là 7487 người, mật độ 4 người/km².